# Gerrit Smith Miller
Gerrit Smith Miller, Jr. (Peterboro, New York, 1869. december 6. – Washington, 1956. február 24.) amerikai zoológus. Zoológiai szakmunkákban nevének rövidítése: „Miller”. Botanikai szakmunkákban nevének rövidítése: „G.S.Mill.”.

## Élete és munkássága
Gerrit Smith Miller 1869-ben, a New York állami Peterboro városban született. 1894-ben diplomázott a Harvard Egyetemen (Harvard University) és ugyanebben az évben megkezdte munkáját az United States Department of Agriculture-nál, Clinton Hart Merriam vezetése alatt. 1898-tól a washingtoni United States National Museum múzeumvezető-asszisztens lett az emlősök részlegénél. 1909 és 1940 között múzeumvezetői rangban működött. Később a Smithsonian Intézet társbiológusa lett. 1906-ban gyűjtő utazásokat tett Franciaországban, Spanyolországban és a marokkói Tangerben.
1915-ben kiadta tanulmányait a Piltdowni Emberről, amelyben arra a következtetésre jutott, hogy az állkapocs valóban egy fosszilis emberszabásúhoz tartozik.

## Gerrit Smith Miller által alkotott és/vagy megnevezett taxonok
Az alábbi linkben megnézhető Gerrit Smith Miller taxonjainak egy része.

## Fordítás
- Ez a szócikk részben vagy egészben  a   Gerrit Smith Miller című angol Wikipédia-szócikk fordításán alapul.  Az eredeti cikk szerkesztőit annak laptörténete sorolja fel. Ez a jelzés csupán a megfogalmazás eredetét és a szerzői jogokat jelzi, nem szolgál a cikkben szereplő információk forrásmegjelöléseként.